# Rock-A-Bye Baby (film)
Rock-A-Bye Baby este un film de comedie american din 1958 regizat de Frank Tashlin. Rolurile principale sunt interpretate de actorii Jerry Lewis, Marilyn Maxwell și Connie Stevens.

## Distribuție
- Jerry Lewis ca Clayton Poole
- Marilyn Maxwell ca Carla Naples
- Connie Stevens ca Sandra Naples
- Salvatore Baccaloni ca Gigi „Papa” Naples
- Reginald Gardiner ca Harold Hermann
- Hans Conried ca dl Wright
- Isobel Elsom ca dna Van Cleeve
- James Gleason ca Doc Simpkins
- Ida Moore ca dra Bessie Polk
- Hope Emerson ca dna Rogers
- Alex Gerry ca Jungle Jenkins
- Mary Treen ca Nurse
- Judy Franklin ca tânăra Carla Naples
- Gary Lewis ca tânărul Clayton
- Ann McCrea ca secretara (necreditată)